# Sparrmansvägen

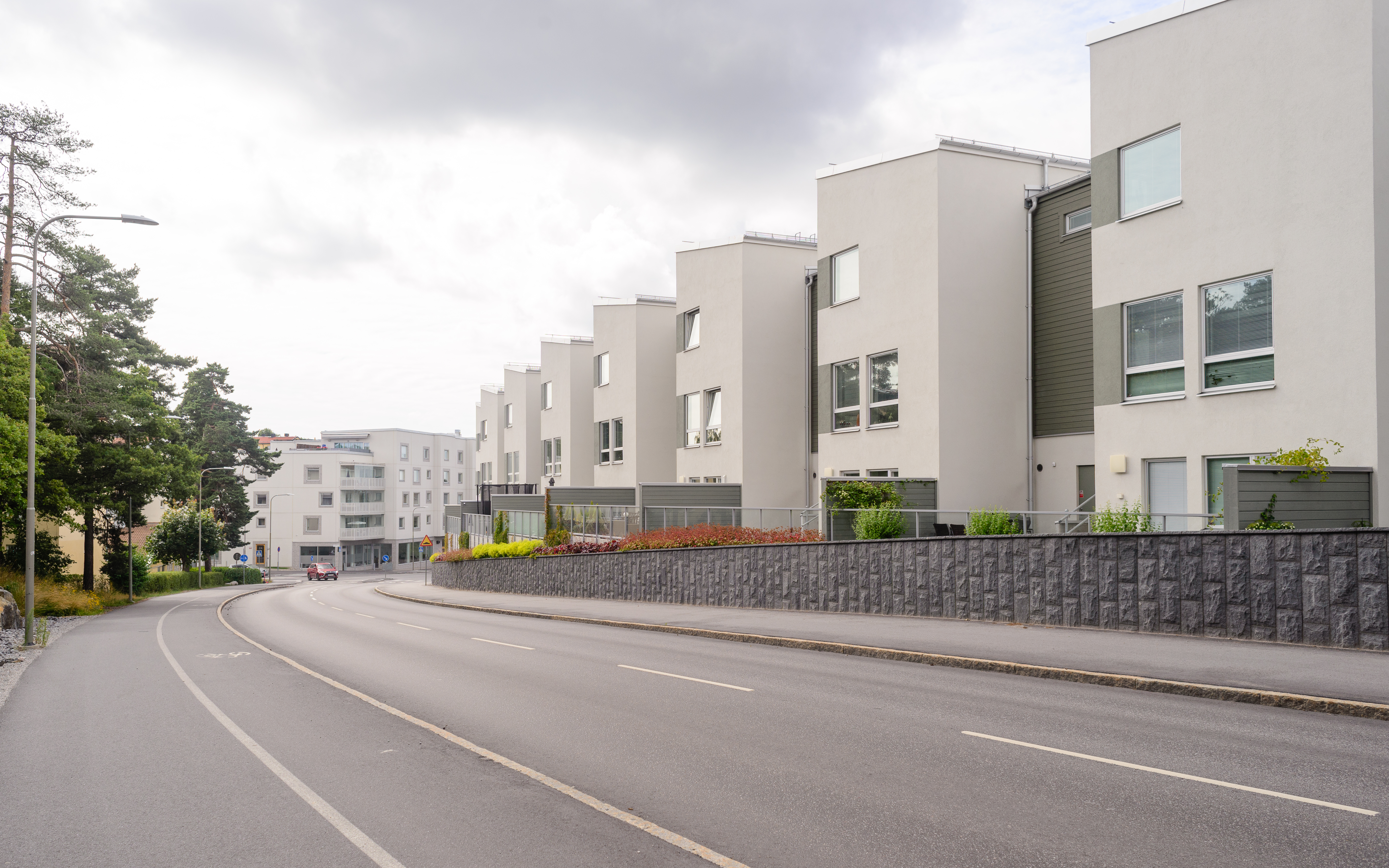
Sparrmansvägen i juli 2020.

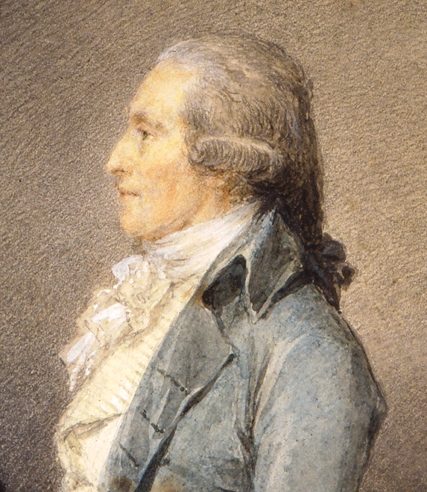
Porträtt av Anders Sparrman under senare delen av 1700-talet.

Sparrmansvägen är en genomfartsgata i stadsdelen Hammarbyhöjden i Stockholm. Gatan sträcker sig från korsningen Finn Malmgrens väg / Garagevägen uppför en backe intill fastigheten Hjulspindeln  med adress Thunbergsgatan. Gatan slutar uppe vid Olaus Magnus väg.
Sparrmansvägen fick sitt namn 1937 efter naturforskaren Anders Sparrman. 